# Grechishchevita
La grechishchevita és un mineral de la classe dels sulfurs. Rep el nom en honor d'Oleg Konstantinovich Grechishchev (Олега Константиновича Гречищева) (1936 -), de l'Institut de Geologia de Novosibirsk (Rússia), qui va fer importants treballs sobre els dipòsits de mercuri de Tuvà.

## Característiques
La grechishchevita és un sulfur de fórmula química Hg2+₃S₂(Br,Cl,I)₂. Es tracta d'una espècie aprovada per l'Associació Mineralògica Internacional, i publicada per primera vegada el 1989. Cristal·litza en el sistema tetragonal. La seva duresa a l'escala de Mohs és 2,5.
Segons la classificació de Nickel-Strunz, la grechishchevita pertany a «02.FC: Sulfurs d'arsènic, àlcalis, sulfurs amb halurs, òxids, hidròxid, H₂O, amb Cl, Br, I (halogenurs-sulfurs)» juntament amb els següents minerals: djerfisherita, talfenisita, owensita, bartonita, clorbartonita, arzakita, corderoïta, lavrentievita, radtkeïta, kenhsuïta, capgaronnita, perroudita, iltisita, demicheleïta-(Br) i demicheleïta-(Cl).

## Formació i jaciments
Va ser descrita a partir de mostres recollides a dos indrets: els jaciments de mercuri d'Arzak i de Kadyrel, tots dos a la regió de Tuvà, a Rússia. Aquests dos indrets són els únics de tot el planeta on ha estat descrita aquesta espècie mineral.